# Trichoplusia longisigna
Trichoplusia longisigna là một loài bướm đêm trong họ Noctuidae.